# Xanthorhoe annotinata
Xanthorhoe annotinata là một loài bướm đêm trong họ Geometridae.

## Hình ảnh

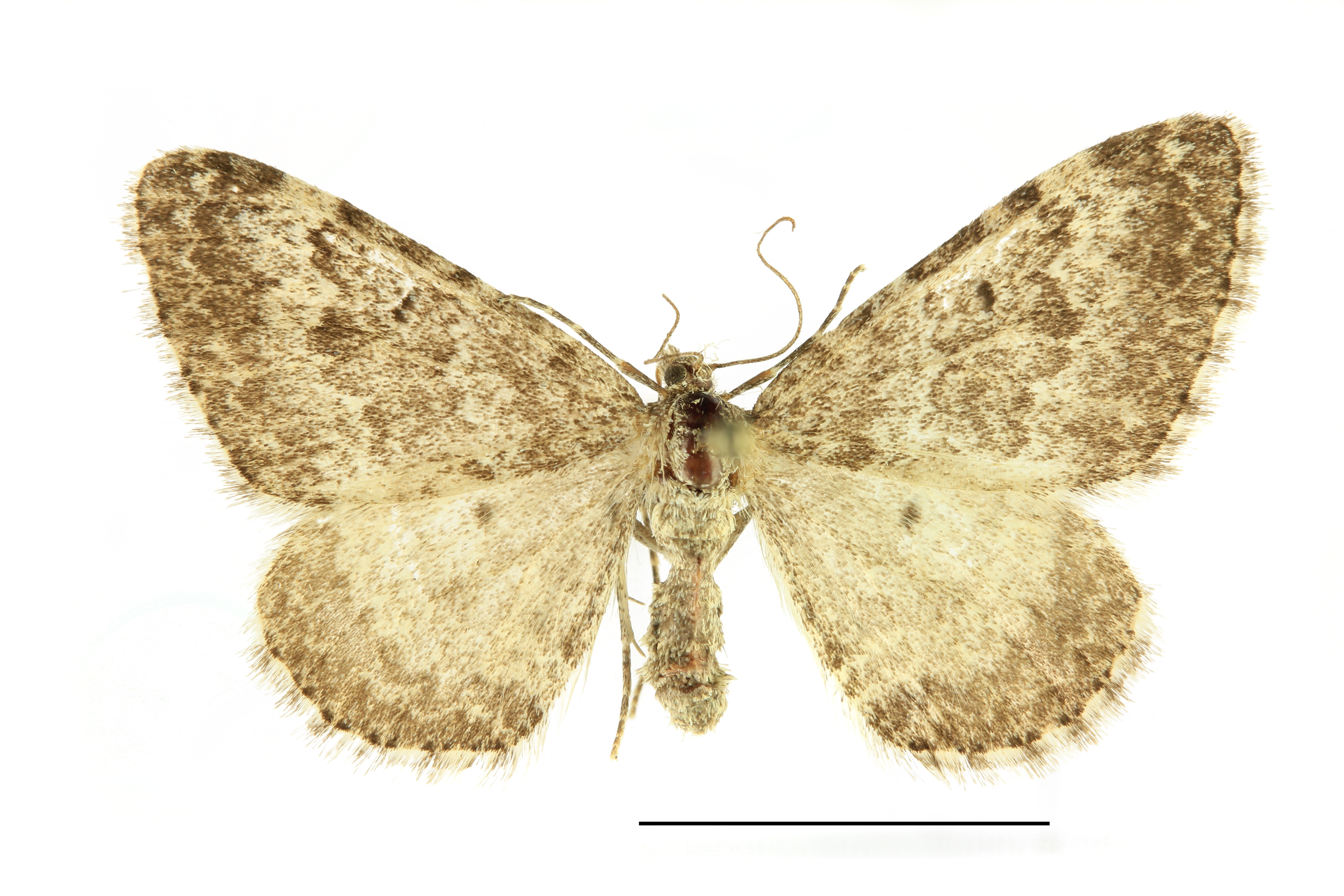